# Westland Wessex

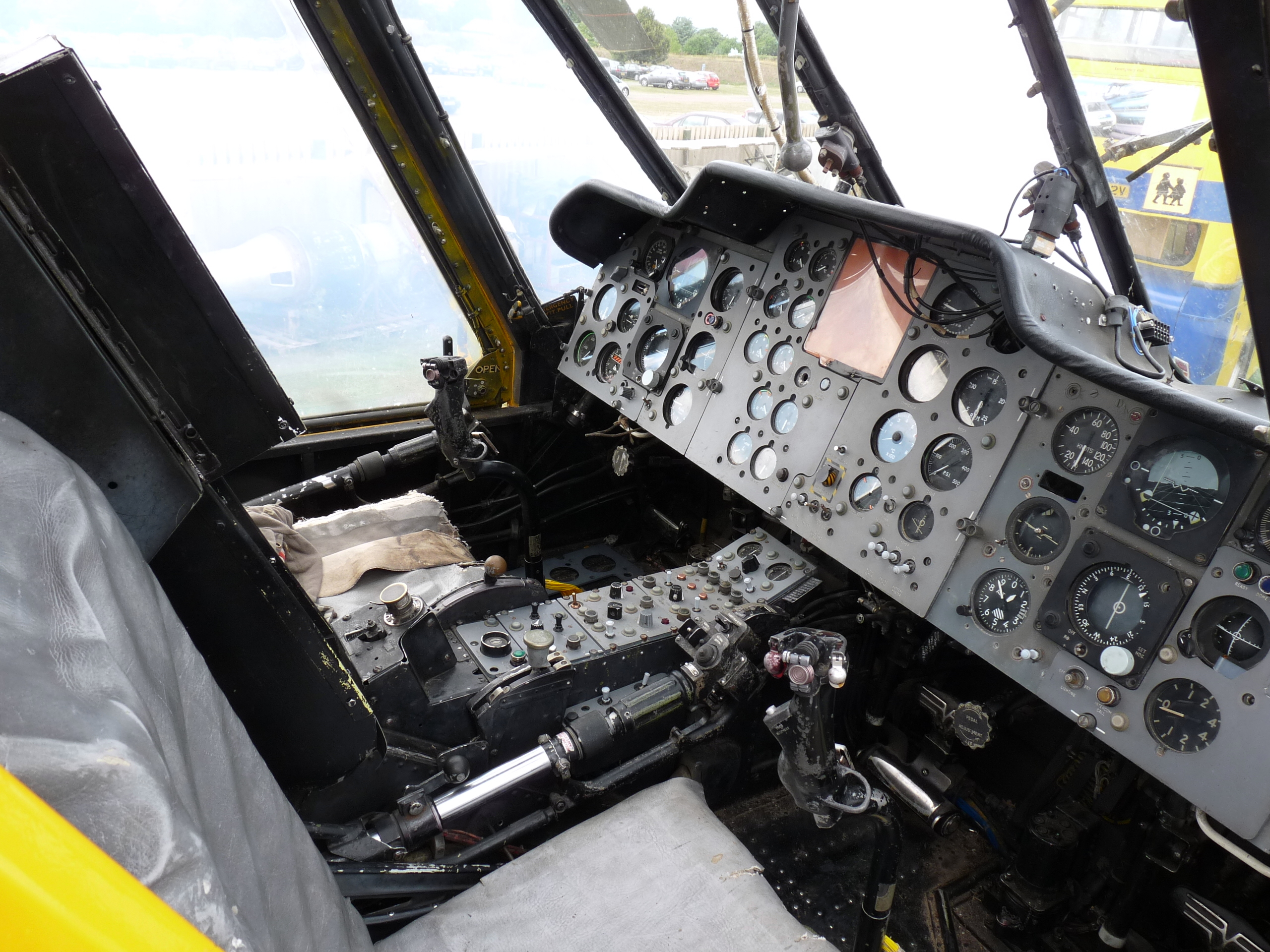
Cockpit eines Wessex HAS.Mk.3

Der Westland Wessex ist ein in den USA entwickelter und im Vereinigten Königreich hergestellter Transporthubschrauber. Mit einer zweiköpfigen Besatzung konnten 16 Passagiere bzw. im Ambulanzeinsatz 8 Verwundete auf Tragen oder auch 1350 kg Fracht befördert werden. Der Rumpf wurde in Ganzmetall-Halbschalenbauweise gefertigt.

## Geschichte

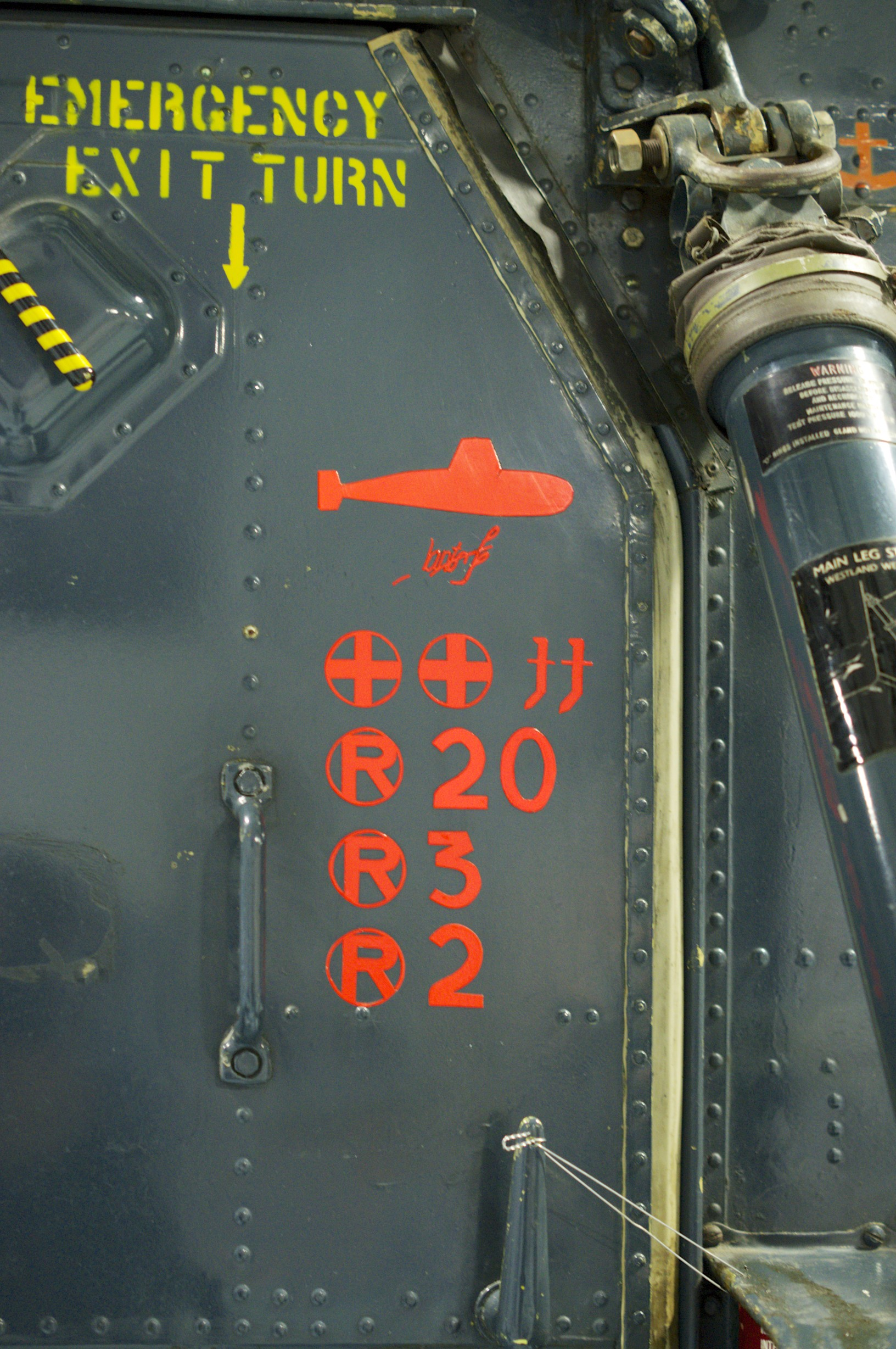
Der „U-Boot-Kill“ an Humphrey, der Wessex HAS.3 mit der Immatrikulation XP 142

Wie bereits zuvor beim Whirlwind begann die Evolution des Wessex mit dem Lizenzbau eines Sikorsky-Hubschraubers, diesmal des S-58. Da dieser – technisch betrachtet – der direkte Nachfolger des Whirlwind-Basismodells S-55 darstellte, ist auch der Wessex als Nachfahre des Whirlwind zu sehen.
Waren die ersten Varianten des Whirlwind noch relativ unveränderte Kopien des S-55, so begann man hier sofort mit umfassenden Modifikationen. Die im S-58 verwendeten Wright-Sternmotoren mussten Napier-Gazelle N.Ga.11-Turbinen mit 809 kW (1100 PS) weichen. Zur Aufnahme dieses Triebwerks wurde der Bug geändert, was den Wessex auch äußerlich vom S-58 unterschied. Das Leistungsdefizit wurde weitgehend durch Gewichts- und Verbrauchsreduktion wieder ausgeglichen, so dass aufgrund der umfassenden technischen Eingriffe bereits die ersten Modelle des Wessex als eigenständiger Typ betrachtet werden können. Am 17. Mai 1957 flog der erste Prototyp, welcher allerdings noch bei Sikorsky gefertigt worden war, und am 20. Juni 1958 folgte das erste von Westland gebaute Serienmodell. Erster Abnehmer hierfür war die britische Marine, die den neuen Typ als Wessex HAS. Mk.1 bezeichnete.
Bereits in der ersten Serie wurde statt der Gazelle N.Ga.11 die Gazelle-N.Ga.13-Turbinen eingebaut, welche 1081 kW (1470 PS) leisteten. Anfang der 1960er-Jahre wurde aus Gründen der Sicherheit und Zuverlässigkeit mit dem Einsatz von zwei Triebwerken experimentiert und im Januar 1962 hob die Wessex HC. Mk.2 erstmals ab. Diese ab Februar 1964 ausgelieferte Version hatte zwei gekoppelte, von Bristol Siddeley in Lizenz gefertigte Rolls-Royce-Gnome-110/111-Turbinen mit zusammen 919 kW (1250 PS). Diese waren noch gedrosselt worden; in späteren Versionen wurde die Drosselung reduziert bzw. aufgehoben, was eine Leistung von 1156 kW (1572 PS) brachte. Je nach Bedarfsträger und deren Wünschen wurden jedoch auch zu dieser Zeit noch Wessex mit nur einer Turbine gebaut, die Weiterentwicklungen des ursprünglichen Gazelle-Triebwerks darstellten.
Der Wessex XP142 der Antrim trug beim Ausbruch des Falklandkrieges den Übernamen „Humphrey“ und war am 25. April 1982 das erste Flugzeug, das in der Zeit nach dem Zweiten Weltkrieg ein U-Boot im Kriegseinsatz kampfunfähig machte. Hierbei wurde das argentinische U-Boot Santa Fe (ex-Catfish) vor Südgeorgien geortet, angegriffen und mit Wasserbomben zum Auftauchen gezwungen. Weitere Angriffe von Lynx-Hubschraubern der Plymouth mit Bordwaffen und AS.12-Lenkwaffen zwangen die Besatzung der Santa Fe schließlich, das Boot bei King Edward Point aufzugeben.

## Varianten
Insgesamt wurden 356 Exemplare in verschiedenen Baureihen produziert.
Für die Streitkräfte des Vereinigten Königreiches wurden folgende Baureihen entwickelt (siehe auch die Informationen über das Bezeichnungssystem britischer Luftfahrzeuge):
Wessex HAS.Mk.1
Mehrzweck-, Anti-U-Boot-Hubschrauber der Fleet Air Arm (FAA) der Royal Navy (RN), später auch im SAR-Einsatz, 136 gebaut, davon wurden jedoch 42 noch während des Baus zu HAS.3 umgeändert
Wessex HC.Mk.2
Truppentransporter der Royal Air Force (RAF) für maximal 16 Soldaten, 73 gebaut plus ein Prototyp entstanden aus einem HAS.1
Wessex HAR.Mk.2
SAR-Variante der RAF, umgebauter HC.2
Wessex HAS.Mk.3
Anti-U-Boot-Hubschrauber der FAA mit verbesserter Avionik, stärkerem Triebwerk mit Radom im hinteren Rumpfbereich, drei neu gebaut und 42 als HAS.3 fertiggestellte, bereits im Bau befindliche HAS.1
Wessex HCC.Mk.4
VVIP-Transporter der Queens Flight der RAF, zwei gebaut
Wessex HU.Mk.5
Truppentransporter des FAA für maximal 16 Royal Marines, 101 gebaut
Die folgenden Baureihen entstanden für die Royal Australian Navy (RAN), der Seestreitkräfte des großen südpazifischen Commonwealth-Staates:
Wessex HAS.Mk.31
Anti-U-Boot-Hubschrauber für den australischen FAA, 27 gebaut
Wessex HAS.Mk.31B
verbesserter Anti-U-Boot-Hubschrauber mit Ryan-AN/APN-97-Dopplerradar für den australischen FAA, 27 umgebaut
Die folgenden Versionen waren ausschließlich für den Export gedacht:
Wessex Mk.52
Exportversion des HC.2 für die Luftstreitkräfte des Iraks, 12 gebaut
Wessex Mk.53
Exportversion des HC.2 für die Luftstreitkräfte Ghanas, zwei gebaut
Wessex Mk.54
Exportversion des HC.2 für die Luftstreitkräfte Bruneis, zwei gebaut
Wessex Mk.60
zivile Version des Wessex HC.2, 20 gebaut

## Nutzer
Militärische Nutzer
- Australien (Royal Australian Navy)

27 HAS.31/HAS.31B
- Bangladesch (Bangladesh Biman Bahini (Luftstreitkräfte Bangladeschs))

2 HU.Mk.5
- Brunei (Tentera Udara Diraja Brunei (Royal Brunei Air Force))

2 Mk.54
- Ghana (Ghana Air Force)

2 Mk.53
- Irak (Al Quwwa al Jawwiya al Iraqiya (Irakische Luftstreitkräfte))

12 Mk.52
- Oman (Royal Air Force of Oman) (RAFO)

2 HC.2
- Uruguay (Fuerza Aérea Uruguaya (FAU), Armada Nacional (Aviación Naval Uruguaya)) (ANU)

FAU: 11 HC.2, ANU: 5 HC.Mk.2, 2 Mk.53, 1 Mk.54
- Vereinigtes Königreich (Royal Air Force, Royal Navy)

RAF: 72 HC.2/HAR.2, 2 HCC.4, RN: 94 HAS.1, 42 HAS.3, 101 HU.5 (davon 21 für die Royal Marines)
In Deutschland flog die 18. Squadron der RAF Germany den HC.Mk.2 vom Flughafen Gütersloh von Januar 1965 bis November 1980, mit einer Unterbrechung Januar 1968 und August 1970.
Private Nutzer
- Vereinigtes Königreich Bristow Helicopters

16 Mk.60

## Technische Daten
| Kenngröße             | Daten HAS Mk.1                                                 | Daten HU Mk.5                                                                  |
| --------------------- | -------------------------------------------------------------- | ------------------------------------------------------------------------------ |
| Baujahr               | 1958                                                           | 1964                                                                           |
| Besatzung             | 2                                                              | 2                                                                              |
| Rotordurchmesser      | 17,07 m                                                        | 17,07 m                                                                        |
| Rumpflänge            | 14,74 m                                                        | 14,74 m                                                                        |
| Länge über alles      | 20,04 m                                                        | 20,04 m                                                                        |
| Höhe                  | 4,93 m                                                         | 4,93 m                                                                         |
| Startmasse            | 5715 kg                                                        | 6169 kg                                                                        |
| Höchstgeschwindigkeit | 212 km/h                                                       | 214 km/h                                                                       |
| Reichweite            | 625 km                                                         | 535 km                                                                         |
| Triebwerk             | 1 Napier-Gazelle- N.Ga.13-Mk.161-Turbine mit 1081 kW (1470 PS) | 2 gekoppelte Bristol-Siddeley- Gnome.Mk.110/111-Turbinen mit 1156 kW (1572 PS) |